# SAFEGE

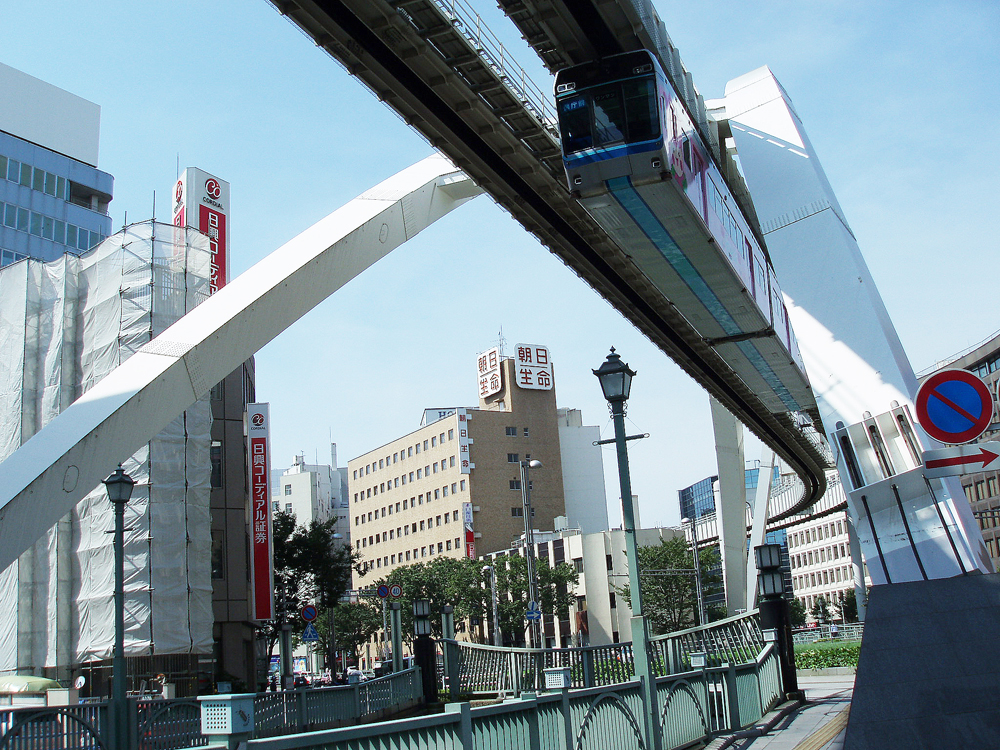
Chiba Urban Monorail

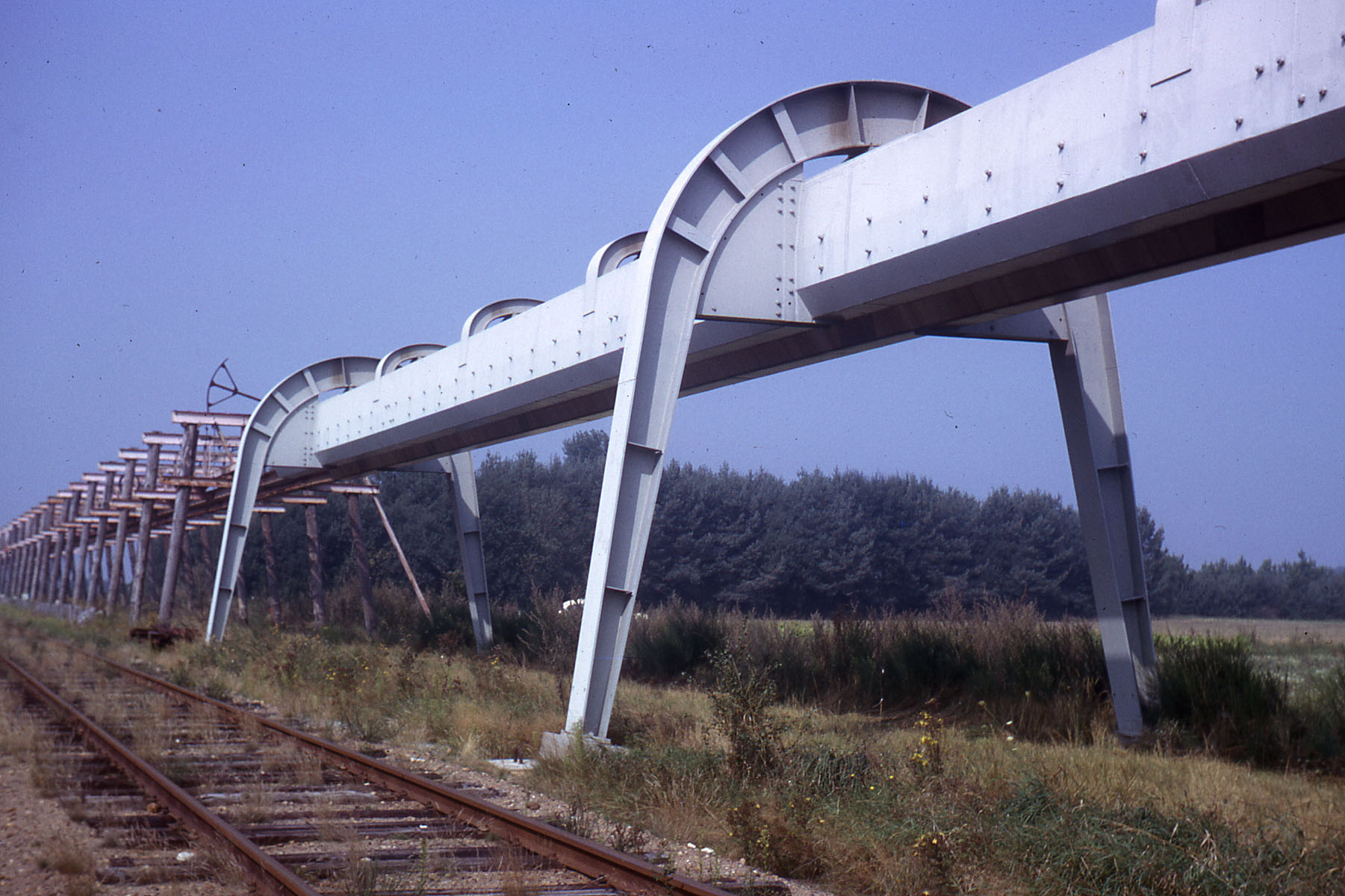
Pista di prova SAFEGE in Francia

SAFEGE è un acronimo per il consorzio francese Société Anonyme Française d' Etude de Gestion et d' Entreprises (Italiano: Società anonima francese di studi di gestione d'impresa) e si pronuncia SAY-fij in inglese.
Il consorzio, composto da 25 società, tra cui il produttore di pneumatici Michelin e la società automobilistica Renault, è un ufficio di consulenza e ingegneria.

## Storia
È stato formato nel 1919 come Société Auxiliaire Française d'Électricité, Gaz et Eau, una holding con interessi nella produzione e distribuzione privata di acqua, gas ed elettricità. Quando nel 1947 questi servizi pubblici furono nazionalizzati, la società divenne lo studio di ingegneria e consulenza che è oggi, prendendo il nome di Société Anonyme Française d'Études, de Gestion et d'Entreprises.
Oggi la società è una filiale di Suez Environnement ed è specializzata come consulente in ingegneria idrica e ambientale, ma non solo (ha acquistato IDC, ecc.) Il suo mercato principale è la Francia, con il 60% del fatturato.

## Monorotaia SAFEGE

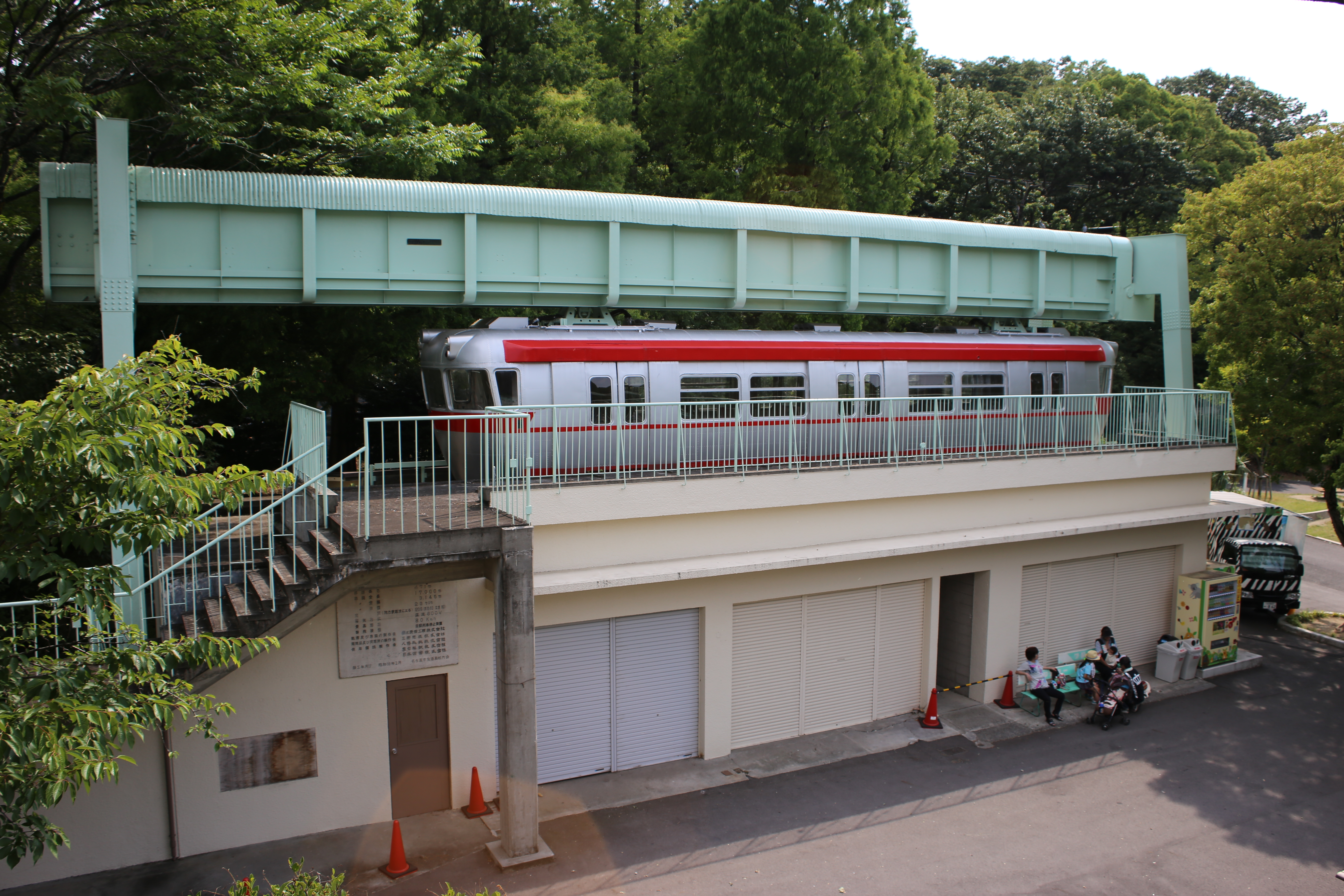
Vagone della Higashiyama Zoo Monorail nel 2017

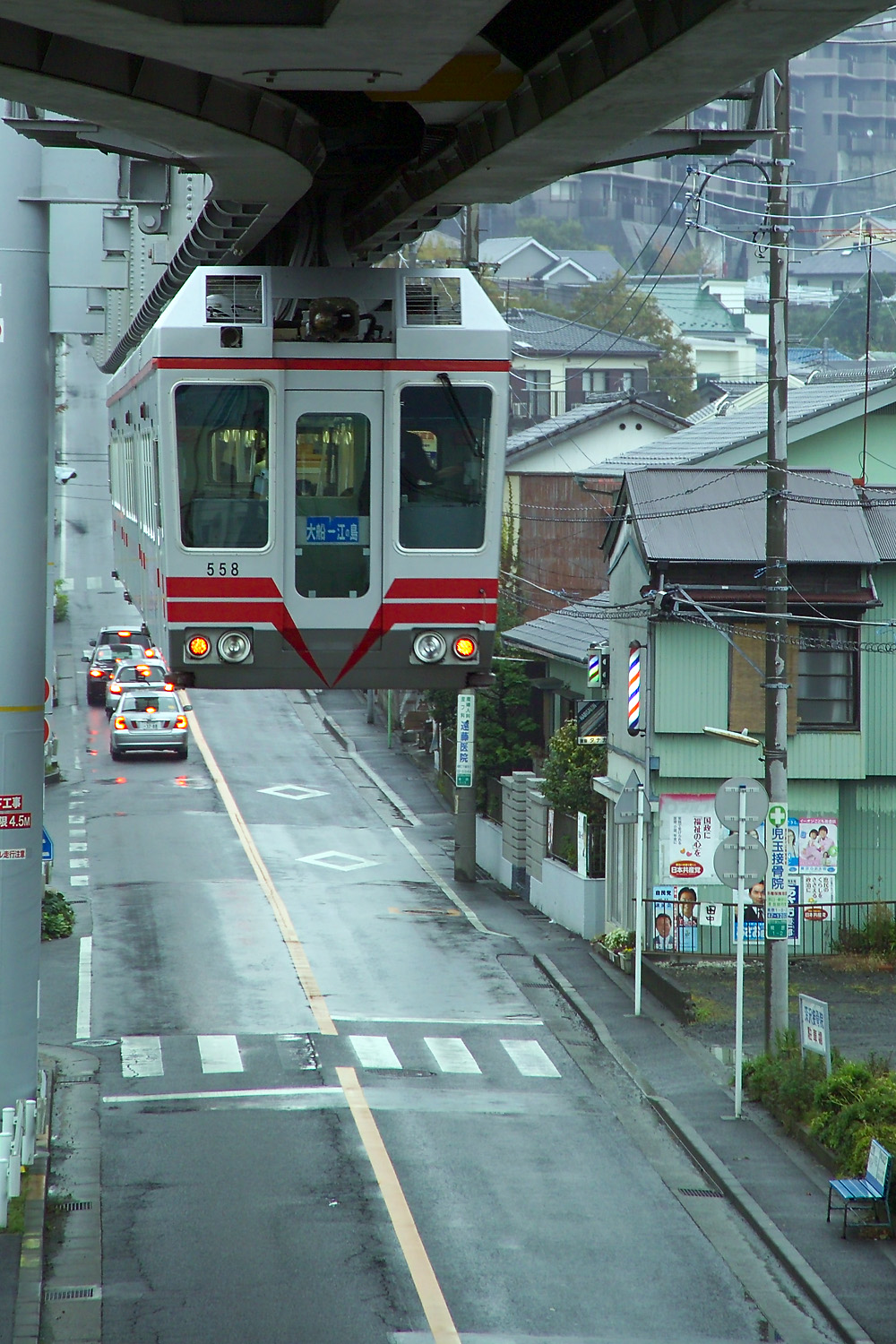
Monorotaia Shonan

SAFEGE è nota per la sua ferrovia sospesa ideata e costruita dagli anni '60 da Lucien Chadenson.
Il sistema basato su trasporto di vagoni sospesi che traslano su ruote in gomma come nella metropolitana di Parigi.
A differenza ad esempio della ferrovia sospesa tipo quella tedesca Wuppertaler Schwebebahn a Wuppertal, il sistema è meno soggetto alle intemperie e allo sporco che può accumularsi sulle rotaia.
La monorotaia di prova venne costruita da SAFEGE in Francia nel 1959, lunga 1,4 km. È possibile vederla in funzionamento nel film del 1966 Fahrenheit 451, diretto da François Truffaut.
Sistemi simili sono come il tedesco ALWEG. Anche la Mitsubishi Heavy Industries in Giappone ha sistemi simili.
La Siemens con il sistema SIPEM è presente tra la Università tecnica di Dortmund e l'Aeroporto di Düsseldorf.